# 関根俊夫
関根 俊夫（せきね としお、1953年11月18日）は、青森県出身の脚本家。
赤坂スタジオを経て、写真家・吉田大朋に師事。
朝間義隆、栗山富夫監督（松竹）の助監督を経て、山田洋次監督に師事。
日本脚本家連盟会員。日本放送作家協会会員。チベット文化研究会理事。

## 主な作品

### 映画
- おら東京さ行ぐだ（1985年8月3日公開）脚本:高橋正圀と共同
- 愛しのチイパッパ（1986年12月20日公開）
- 泣き虫チャチャ（1987年2月21日公開）原案:山田洋次
- 釣りバカ日誌4（1991年12月23日公開）脚本:山田洋次、堀本卓と共同
- 釣りバカ日誌5（1992年12月26日公開）脚本:山田洋次、高橋正圀と共同
- 釣りバカ日誌6 （1993年12月25日公開）脚本:山田洋次、梶浦政男と共同
- 釣りバカ日誌スペシャル （1994年7月16日公開）脚本:山田洋次、梶浦政男と共同
- 釣りバカ日誌7 （1994年12月23日公開）脚本:山田洋次、高橋正圀と共同
- 釣りバカ日誌8 （1996年8月10日公開）脚本:山田洋次、荒井雅樹と共同
- 釣りバカ日誌19 ようこそ!鈴木建設御一行様 （2008年10月25日公開）脚本:山田洋次と共同
- Bond　（静岡JC/2019年公開）監督・脚本
- Shambhala STORY  (米日印合作/2025年公開予定）監督・脚本:藤原環と共同

### 連続ドラマ
- こまったもんだthey!?（TBS/放送期間:1988年11月14日から11月24日(ドラマ30枠。全8回)）
- 二子玉川/轟酒店（テレビ朝日/放送期間:1989年4月13日から5月4日(全4回)）脚本:山田洋次と共同
- 明日さがし（TBS/放送期間:1990年11月5日から12月28日(全45話)）
- 誘惑の夏（東海テレビ/放送期間:1993年6月28日から9月24日(全65回)）他脚本:中園健司
- 三軒目の誘惑（よみうりテレビ/放送期間:1994年4月14日から6月30日(全12回)）他脚本:高橋正圀
- 泣かないでママ（CBC/放送期間:1994年5月30日から7月29日(全45回)）他脚本:高村美智子、高橋留美
- 指輪（東海テレビ/放送期間:1995年1月4日から3月31日(全61回)）他脚本:高橋留美
- パパ・サヴァイバル（TBS/放送期間:1995年7月2日から9月24日(全12回)）他脚本:冨川元文
- ふ〜ふ生活（CBC/放送期間:1996年6月3日から8月2日）
- 君が人生の時 The Time of Your Life（TBS/放送期間:1997年1月17日から3月21日(全10回)）
- 金のたまご（TBS/放送期間:1997年7月3日から9月18日(全12回)）
- これで家族（CBC/放送期間:1997年12月1日から1998年1月30日(全40回)）他脚本:いずみ玲(6)-(15)
- ひとりぼっちの君に（TBS/放送期間:1998年7月2日から9月17日(全12回)）
- ニュースキャスター 霞涼子（テレビ朝日/放送期間:1999年1月14日から3月18日(全10回)）(2)(5)(7)(10)。他脚本:奥村俊雄(4)(6),中村勝行(8),高橋正康(9)
- 女同士（東海テレビ/放送期間:2000年7月3日から9月22日(全60回)） (3)。他脚本:清水喜美子、田部俊行
- Friends（TBS/放送期間:2000年7月7日から9月15日(全11回)） (6)(7)。他脚本:芝田知子(6)
- 春が来た（NHK/放送期間:2002年9月27日から11月1日(全6回)）(2)-(5)。他脚本:宮川一郎(1)(6)
- サラリーマン金太郎 TBSドラマ版 第4シリーズ（TBS/放送期間:2004年1月15日から3月18日(全10回)）他脚本:中園健司
- ヤ・ク・ソ・ク（MBS/放送期間:2005年5月30日から7月29日(全45回)）他脚本:栗本志津香(21)-(25)
- すてきにコモン!（TBS/放送期間:2006年3月27日から5月19日(全40回)）
- 家に五女あり（TBS/放送期間:2007年9月3日から10月26日(全40回)）他脚本:藤原環、千島桃子
- フェイス（Amazon prime 配信中（全10回）他脚本:深沢正樹

### 単発ドラマ
- 走れ15才!はじめての旅立ち　日本縦断400キロ自転車旅行（フジテレビ/放送日:1984年10月10日）脚本:高橋正圀と共同
- 花が咲いたので　裸の大将放浪記(15)（KTV/放送日:1985年3月24日）脚本:小林俊一と共同
- 待ってました！裸の大将(16)　キヨシのおむすび縁むすび（KTV/放送日:1985年10月27日）
- やって来ました！裸の大将(17)　清のメルヘン旅芝居（KTV/放送日:1985年8月18日）
- 泣いてたまるか（西田敏行の泣いてたまるか）（第3回）結婚に向かない二人（TBS/放送日:1986年11月4日）原案:山田洋次
- 結婚しましょう（HBC/放送日:1987年7月12日、東芝日曜劇場）脚本:高橋正圀と共同
- みつばち族の青春ロード－啄木のロマンを走る－（HBC/放送日:1987年7月12日）
- 死海の伏流（フジテレビ/放送日:1987年7月31日）
- 恋人よわれに帰れ！　老いざかり/でも恋ざかり!!（テレビ朝日/放送日:1987年9月24日）
- くもりのちハーレー（TBS/放送日:1988年5月15日）脚本:山田洋次と共同
- 週末の恋人（HBC/放送日:1988年9月18日）脚本:高橋正圀と共同
- 今日からよろしく（家族物語）（よみうりテレビ/放送日:1990年3月22日）
- ジンクスよ！（結婚のジンクス）（TBS/放送日:1991年8月4日）
- 東京へ行こう（日本テレビ/放送日:1991年9月18日）
- あにき（TBS/放送日:1992年5月18日）
- 海の夕映え　最後の海軍大将井上成美（日本テレビ/放送日:1992年7月28日）脚本:布勢博一と共同
- 列島ドラマシリーズ(2)　ラストパーティー（NHK/放送日:1993年3月29日）
- 石原裕次郎物語（フジテレビ/放送日:1993年7月23日）
- 大災難（TBS/放送日:1993年11月15日）
- 女囚〜塀の中の女たち 第1話（TBS/放送日:1995年3月30日）
- 女囚〜塀の中の女たち 第2話（TBS/放送日:1995年10月5日）
- 塀の中の少女たち 女子少年院24時・初めて愛を知りました…（TBS/放送日:1996年9月26日）
- 女囚〜塀の中の女たち 第3話（TBS/放送日:1997年9月25日）脚本:渥美志保と共同
- クラッカー 侵入者（TBS/放送日:1997年11月10日）脚本:金井寛と共同
- 女子刑務所東三号棟1（TBS/放送日:1998年6月29日）リサーチ:成田慈子
- 女子刑務所東三号棟2（TBS/放送日:2000年4月10日）
- 優雅な悪事(1)（BSジャパン/放送日:2001年03月25日）脚本:吉田剛と共同
- 浅見光彦シリーズ（榎木孝明版）第12話「三州吉良殺人事件」（フジテレビ/放送日:2001年7月6日）脚本:吉川直宏と共同
- 女子刑務所東三号棟3 私たちは息子を殺しました…（TBS/放送日:2001年9月30日）
- がんばらない(1)（BS-i/放送日:2001年11月19日）
- 浅見光彦シリーズ（榎木孝明版）第14話「黄金の石橋」（フジテレビ/放送日:2002年4月12日）脚本:吉川直宏と共同
- 神崎京子の巫女日記奮闘編 お年寄りで賑わう巣鴨を騒がす婚礼殺人（フジテレビ/放送日:2002年5月31日）
- 女子刑務所東三号棟4（TBS/放送日:2003年4月6日）
- 優雅な悪事(2)～京都華道家元連続殺人事件（BSジャパン/放送日:2003年5月25日）
- 女子刑務所東三号棟5（TBS/放送日:2003年9月25日）
- 夜回り先生 いいんだよ/昨日までのことは（TBS/放送日:2004年10月27日）
- 江戸前鮨職人きららの仕事（TBS/放送日:2005年5月25日）
- 女子刑務所東三号棟6（TBS/放送日:2005年9月22日）
- 銀座高級クラブママ青山みゆき（1）女帝バトル殺人帳簿（テレビ東京/放送日:2006年9月10日）
- 女子刑務所東三号棟7（TBS/放送日:2008年1月14日）
- おふくろ先生のゆうばり診療日記（TBS/放送日:2008年2月25日）ギャラクシー賞
- 女子刑務所東三号棟8（TBS/放送日:2010年6月21日）
- おふくろ先生の診療日記4（TBS/放送日:2012年3月12日）
- おふくろ先生の診療日記5（TBS/放送日:2013年3月4日）
- おふくろ先生の診療日記6（TBS/放送日:2013年11月4日）

### 舞台
・吉良屋敷　（遊戯空間/上演日:2023年11月)

### プロデュース
・松本清張特別企画「喪失の儀礼」（テレビ東京/放送日:2016年3月30日）